# Conrad Burns

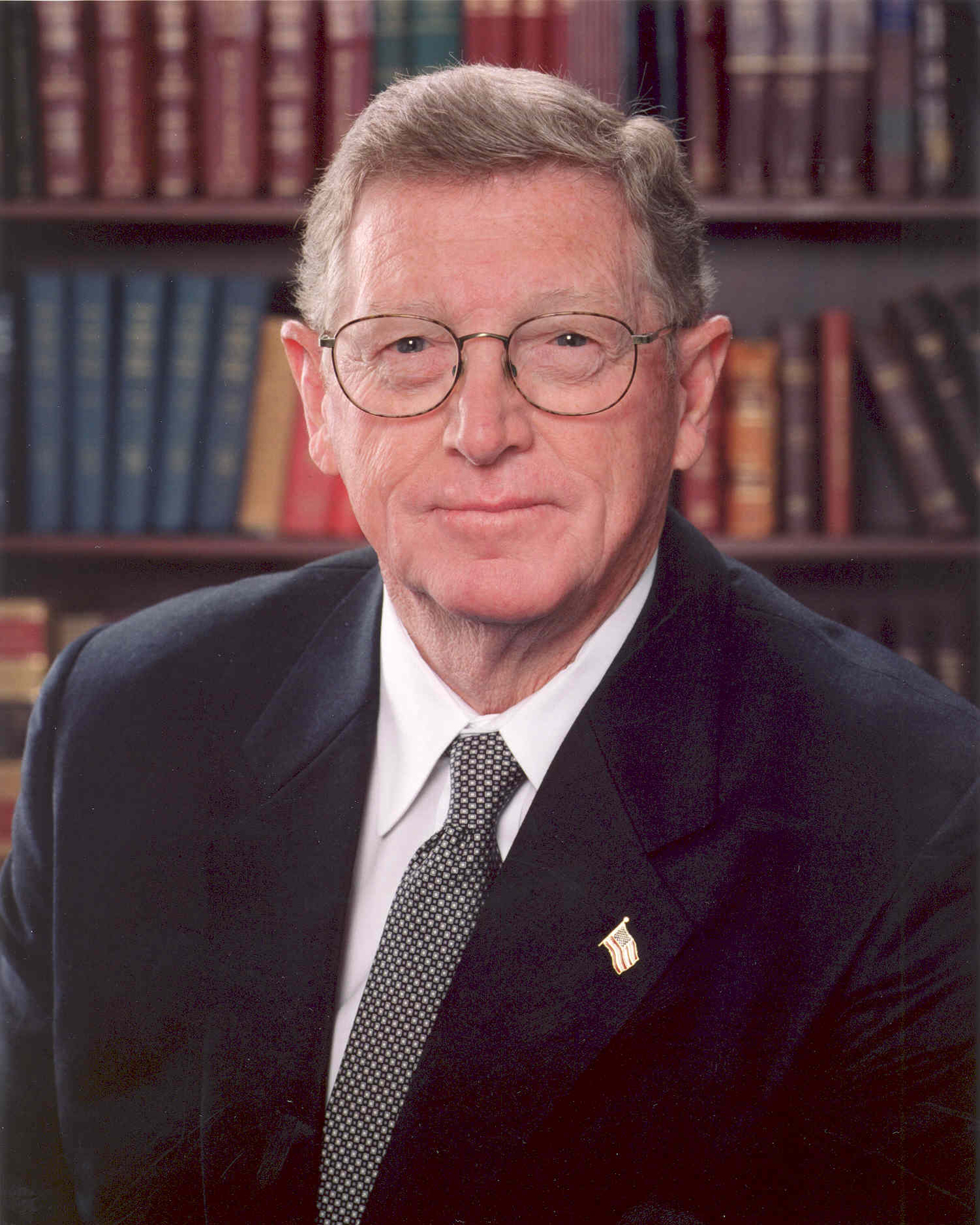
Conrad Burns

Conrad Ray Burns  (* 25. Januar 1935 in Gallatin, Daviess County, Missouri; † 28. April 2016 in Billings, Montana) war ein US-amerikanischer Politiker (Republikanische Partei). Von 1989 bis 2007 vertrat er den Bundesstaat Montana im US-Senat.
Nach dem Besuch der öffentlichen Schulen seiner Heimatstadt Gallatin studierte Conrad Burns von 1953 bis 1954 an der University of Missouri in Columbia. Zwischen 1955 und 1957 diente er im United States Marine Corps. In der Folge arbeitete er als landwirtschaftlicher Korrespondent für einen lokalen Fernsehsender in Montana; außerdem betätigte er sich als Auktionator bei Viehversteigerungen in Billings.
Erst 1986 ging Burns in die Politik, als er Mitglied des Leitungsgremiums (County Commission) im Yellowstone County wurde. Zwei Jahre später stellten ihn die Republikaner als Gegenkandidaten für den demokratischen US-Senator John Melcher auf. Burns setzte sich, begünstigt durch den gleichzeitigen Erfolg von George Bush bei den Präsidentschaftswahlen, mit 51:48 Prozent der Stimmen gegen Melcher durch und löste diesen am 3. Januar 1989 im Kongress ab. Dort saß er unter anderem im Bewilligungsausschuss. In dieser Funktion gelang es ihm, seinem Heimatstaat große Summen an Zuschüssen zukommen zu lassen.
Nach einer ungefährdeten ersten Wiederwahl hatte Burns im Jahr 2000 deutlich mehr zu kämpfen. Er traf auf den politisch unerfahrenen Rancher Brian Schweitzer, der einen taktisch klugen Wahlkampf führte und letztlich nur knapp mit 47:51 Prozent der Stimmen verlor. Die zeitgleich stattfindende Präsidentschaftswahl ergab in Montana einen ungleich deutlicheren Vorsprung für George W. Bush gegenüber dem Demokraten Al Gore. Schweitzer wurde vier Jahre später Gouverneur von Montana.
Nachdem Burns’ Zustimmungswerte in den folgenden sechs Jahren noch einmal deutlich gefallen waren, unternahmen die Demokraten große Anstrengungen, um ihn bei den Senatswahlen 2006 abzulösen. Dies gelang Jon Tester, vormals Präsident des Staatssenats, letztlich knapp mit 49:48 Prozent der Stimmen.
Burns betätigte sich nach seinem Ausscheiden aus dem Senat als Lobbyist und lebte in Arlington.